# Stanówka
Stanówka – struga, lewy dopływ Bystrzycy o długości 15,89 km. 
Źródła strugi znajdują się na podmokłych łąkach we wsi Jeziory. Z Jezior kieruje się w stronę Gołąbek oraz Dminina, którą to miejscowość oddziela od wsi Rzymy-Rzymki. Następnie rozgranicza Skrzyszew od wsi Kępki i Żyłki, wpływa na teren Skrzyszewa i przez Stok dociera do Ulana, po czym wpada Bystrzycy.